# Liste der Baudenkmäler in Neufraunhofen
Auf dieser Seite sind die Baudenkmäler in der niederbayerischen Gemeinde Neufraunhofen zusammengestellt. Diese Tabelle ist eine Teilliste der Liste der Baudenkmäler in Bayern. Grundlage ist die Bayerische Denkmalliste, die auf Basis des Bayerischen Denkmalschutzgesetzes vom 1. Oktober 1973 erstmals erstellt wurde und seither durch das Bayerische Landesamt für Denkmalpflege geführt wird. Die folgenden Angaben ersetzen nicht die rechtsverbindliche Auskunft der Denkmalschutzbehörde.

## Baudenkmäler nach Ortsteilen

### Neufraunhofen
| Lage                                             | Objekt                                 | Beschreibung | Akten-Nr.    | Bild           |
| ------------------------------------------------ | -------------------------------------- | --- | ------------ | -------------- |
| Hinterskirchener Straße 2 (Standort)             | Ehemaliges Pfarrhaus                   | auch Benefiziatenhaus, zweigeschossiger Walmdachbau, um 1800. | D-2-74-154-1 | BW             |
| Hofmark 2, 4, 6, Nähe Veldener Straße (Standort) | Gräflich Soden-Fraunhofensches Schloss | umfangreiche überwiegend barocke Anlage; Herrschaftsgebäude in drei Flügeln mit Schlosskirche und ehemaligen Kapuzinerhospiz um einen Innenhof geordnet, die Flügelbauten in den unteren Teilen ab 1393, ausgebaut im 16. Jahrhundert, 1630 Anbau des Nordflügels, 1718 Erhöhung und Erweiterung der Süd- und Nordflügel, Neben- und Torbauten größtenteils 18./19. Jahrhundert, Schlossflügel mit teils rekonstruierter rustizierender Fassadenmalerei; mit Ausstattung; katholische Schlosskirche St. Johannes Baptist und Mariä Empfängnis, nach Westen ausgerichteter Saalbau mit angebautem Seitenschiff, erste gotische Anlage um 1409, barocker Neubau von Schiff und Westchor 1709/14, Rokokofassade und Turm um 1753, das Turmuntergeschoss wohl mittelalterlich, Erweiterung des Schiffes an der Nordseite 1930, reich gegliederte, geschweifte Ostfront mit Volutengiebel, Ostturm mit flacher Kuppelhaube über Segmentbogengiebel, Nebenraum der Kirche zur ehemaligen Brauerei gehörig; mit Ausstattung; westlich der Kirche ehemaliges Kapuzinerhospiz, schlichte Rechteckanlage, Ziegelbau mit Steildach, von 1716/17, 1853 als Mädchenschule genutzt; großer Ökonomiehof; der Südteil mit barockem Torbogen, mit ehemaligem Verwaltungsgebäude, zweigeschossiger Bau mit Krüppelwalm, 18. Jahrhundert, anschließender Stadel, massiver Satteldachbau, Ende 19. Jahrhundert erneuert; Stallbau mit ehemaligem Marstall, Schweine- und Kuhstall, nebst Schweizerhaus, L-förmiger Gebäudekomplex, zweigeschossig, mit Walmdach, 1753 und um 1840; nördlich Gärtnerhaus, zweigeschossiges massives Gebäude mit Zeltdach, um 1920; hölzerner Remisenbau, Ständerbau mit Satteldach und Bundwerk, wohl 18. Jahrhundert; große Scheune, Satteldachbau in Holzbauweise, wohl 19. Jahrhundert; Brauereihof, nördlich an die Herrschaftsbauten anschließend, mit ehemaliger Brauerei, ehemalige Bierkellergebäude, massive Satteldachbauten, 18. Jahrhundert, mit ehemaliger Schmiede, zweigeschossiger massiver Satteldachbau, um 1840; Tordurchfahrten zum nördlichen Ökonomiehof, 18. Jahrhundert; Schlosspark, barocke Anlage, erweitert 1830/40 und 1880/1914; Votivkapelle im Schlosspark, neugotischer Blankziegelbau, Dachreiter mit Spitzhelm, um 1880; erhaltenen Teile der Einfriedungsmauer im Osten und Süden des Schlossbezirks, Backstein, 19. Jahrhundert. | D-2-74-154-2 | weitere Bilder |
| Hofmark 11 (Standort)                            | Gräfliche Tavernwirtschaft             | zweigeschossiger Blockbau-Obergeschoss mit Flachsatteldach, wohl um 1670. | D-2-74-154-3 | BW             |

### Dombach
| Lage                   | Objekt              | Beschreibung | Akten-Nr.    | Bild |
| ---------------------- | ------------------- | --- | ------------ | ---- |
| Haus Nr. 11 (Standort) | Mühle am Lernerbach | Mühlengebäude, dreigeschossiger Bau mit Flachsatteldach, Blockbau und Ständerbohlenbau, teilweise Ziegelmauerwerk, bezeichnet 1861. | D-2-74-154-6 | BW   |

### Georgenzell
| Lage                  | Objekt                       | Beschreibung | Akten-Nr.    | Bild           |
| --------------------- | ---------------------------- | --- | ------------ | -------------- |
| Haus Nr. 1 (Standort) | Katholische Kirche St. Georg | Saalkirche, Blankziegelbau, spätgotische Anlage der zweiten Hälfte des 15. Jahrhunderts, im zweiten Viertel des 18. Jahrhunderts vor allem im Inneren barock umgestaltet, südlich Chorflankenturm, viergeschossig untergliedert, Oberbau achteckig mit Spitzbogenblenden, Spitzhelm von 1868/69; mit Ausstattung. | D-2-74-154-7 | weitere Bilder |

### Hinterskirchen
| Lage                   | Objekt                               | Beschreibung | Akten-Nr.    | Bild                                 |
| ---------------------- | ------------------------------------ | --- | ------------ | ------------------------------------ |
| Haus Nr. 17 (Standort) | Katholische Kirche Mariä Himmelfahrt | Saalkirche, Chor spätgotisch, barock verändert, Ostturm barock mit achtseitigem Oberbau und Zwiebelhaube, Langhaus mit kleinem Dachreiter, neubarock mit Elementen des Heimatstils, von Michael Kurz, 1909–1913; mit Ausstattung. | D-2-74-154-8 | Katholische Kirche Mariä Himmelfahrt |

### Kobl
| Lage                  | Objekt                                      | Beschreibung | Akten-Nr.    | Bild |
| --------------------- | ------------------------------------------- | --- | ------------ | ---- |
| Haus Nr. 1 (Standort) | Wohnstallhaus eines Dreiseithofs mit Stadel | zweigeschossiges Gebäude mit Flachsatteldach, Blockbau-Obergeschoss mit Säulenarkaden an der Giebelfront, 17./18. Jahrhundert; Stadel, südlich offener Ständerriegelbau mit Satteldach und Bundwerk, 18. Jahrhundert, teilweise versteinert. | D-2-74-154-9 | BW   |

### Krüglau
| Lage                  | Objekt                  | Beschreibung | Akten-Nr.     | Bild |
| --------------------- | ----------------------- | --- | ------------- | ---- |
| Haus Nr. 1 (Standort) | Nebengebäude mit Stadel | Ziegelbau mit Satteldach und Traufschrot zum Hof, Blockbau-Traidkasten im Obergeschoss, bezeichnet 1803; Stadel, Ständerbohlenbau mit Satteldach, wohl gleichzeitig. | D-2-74-154-10 | BW   |

### Ried
| Lage                  | Objekt                      | Beschreibung                                                    | Akten-Nr.     | Bild |
| --------------------- | --------------------------- | --------------------------------------------------------------- | ------------- | ---- |
| Haus Nr. 3 (Standort) | Wohnhaus eines Dreiseithofs | zweigeschossiger Blockbau mit Flachsatteldach, bezeichnet 1788. | D-2-74-154-14 | BW   |

## Ehemalige Baudenkmäler
In diesem Abschnitt sind Objekte aufgeführt, die früher einmal in der Denkmalliste eingetragen waren, jetzt aber nicht mehr. Objekte, die in anderem Zusammenhang also z. B. als Teil eines Baudenkmals weiter eingetragen sind, sollen hier nicht aufgeführt werden. Aktennummern in diesem Abschnitt sind ehemalige, jetzt nicht mehr gültige Aktennummern.

| Lage                                  | Objekt                                       | Beschreibung                                                                              | Akten-Nr.     | Bild |
| ------------------------------------- | -------------------------------------------- | ----------------------------------------------------------------------------------------- | ------------- | ---- |
| Asbach Haus Nr. 4 (Standort)          | Wohnstallhaus                                | zweigeschossiger Flachsatteldachbau mit Blockbau-Obergeschoss, mit Giebelschrot, um 1800. | D-2-74-154-4  | BW   |
| Breitenaich Haus Nr. 2 (Standort)     | Zugehöriger stattlicher Riegelbundwerkstadel | bezeichnet 1788.                                                                          | D-2-74-154-5  | BW   |
| Rettenbach Haus Nr. 3 (Standort)      | Wohnstallhaus mit Stadel                     | mit Blockbau-Giebel, um 1800; Ständerbohlen-Stadel, gleichzeitig.                         | D-2-74-154-12 | BW   |
| Schrankbaum Haus Nr. 1 1/2 (Standort) | Wohnstallhaus eines Dreiseithofs             | Blockbau-Obergeschoss mit Schrot, um 1762.                                                | D-2-74-154-13 | BW   |